# Hectare
Um hectare, representado pelo símbolo ha, é uma unidade de medida de área equivalente a 100 ares ou a 10 000 metros quadrados.

## Conversões
Um hectare é equivalente a:
- 10 000 000 000 mm²
- 100 000 000 cm²
- 1 000 000 dm²
- 10 000 m²
- 100 ares ou dam²
- 1 hm²
- 0,01 km²

- 10 dunans métricos (esta unidade não é membro oficial do Sistema Internacional)
- 0,003861020 milhas quadradas
- 2,4610538146717 acres internacionais
- 2,4710439 acres norte-americanos
- 107 640 pés quadrados